# شاطئ الوليدية (المغرب)
شَاطِئُ الْوَلِيدِيَّةِ‏ هو شاطئ على الضفة الأطلسية للمحيط الأطلسي في المغرب، يعتبر من أصغر الشواطئ المغربية على ضفته الأطلسية، يوجد على بعد 150 كيلومترا من مدينة الدار البيضاء، وعلى بعد عشرات الكيلومترات من مدينة آسفي.
تتوفر المنطقة على مؤهلات سياحية بامتياز، كما أنّها من أهم المراكز السياحية الاصطيافية التي شهدت انتعاشًا سياحيًا في السنوات الأخيرة منذ بداية العشرية الأولى للقرن الواحد والعشرين، كونه شاطئ يتوفر على مؤهلات طبيعية جذبت اهتمام العديد من المستثمرين الأجانب الذين شرعوا في إنشاء المرافق السياحية من فنادق وفيلات وبنيات للأنشطة الترفيهية التي تساعد السائح على قضاء أيام جيدة.

## الحاجز الطبيعي والبحيرة البحرية

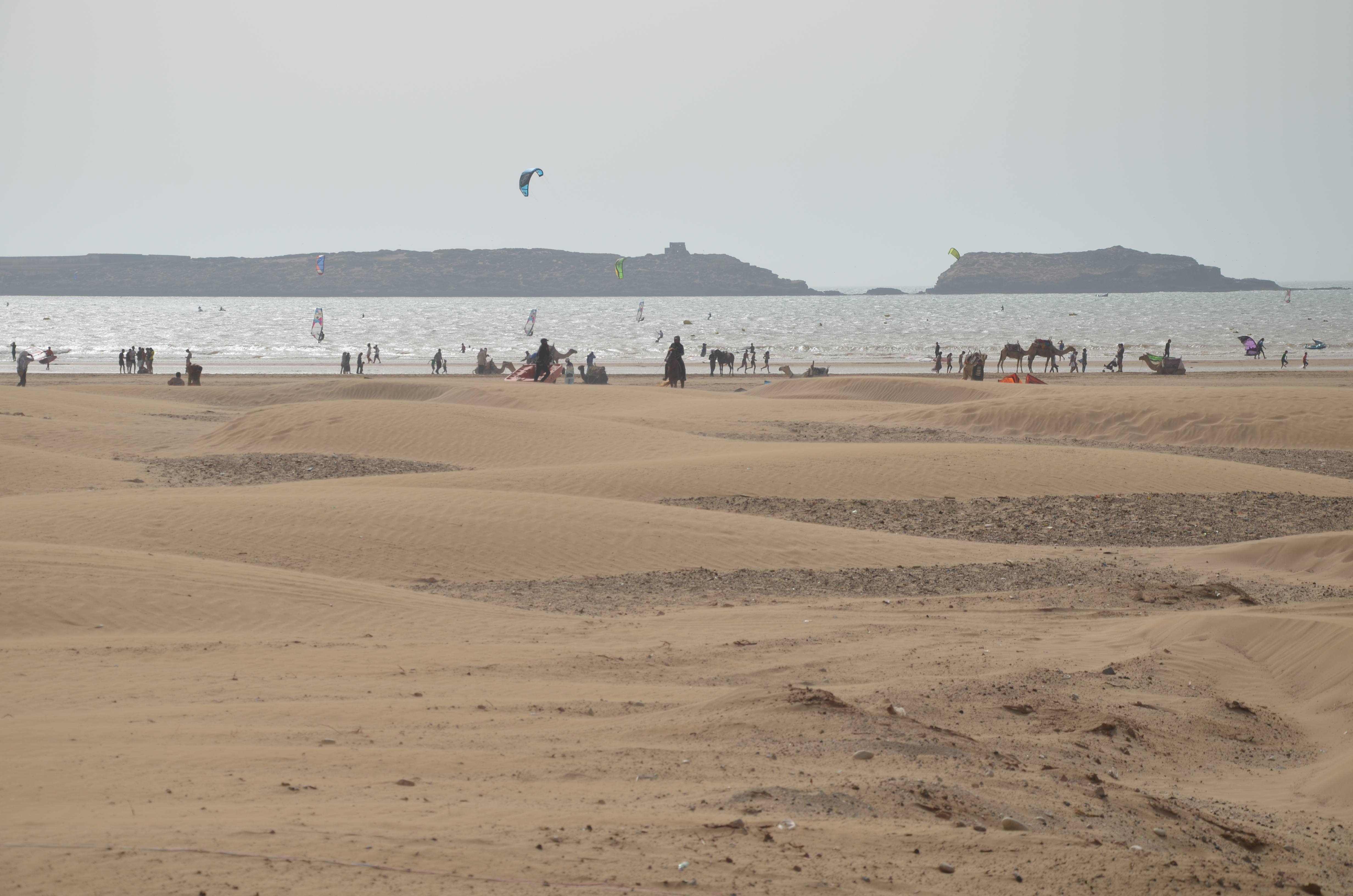
شاطئ الوالدية يمكن مشاهدة الحاجز الصخري بين المحيط الأطلسي والحيرة البحرية الهادئة التي ترفد مياهها من المحيط الصاخب بأمواجه العاتية

يتميز شاطئ الوليدية بموقعه الاستراتيجي الراقي على الساحل الأطلسي، حيث يخترق الشاطئ اليابسة مكونا بحيرة طبيعية بحرية مع وجود حاجز طبيعي بين رافده وشساعة المحيط، مما يجعله أكثر أمنا من حيث خطر السباحة في المحيط. حيث اكتسب شاطئ الوليدية شهرته من بحيرته التي تمنحه التميز، فهي تعد مسبحا جادت به الطبيعة على المنطقة. هذه البحيرة، يضخ فيها البحر مياهه من أمواج تبدو هائجة وقوية، ما وراء الحاجز الطبيعي بين البحر والبحيرة التي تستمد مياهها من البحر، قبل أن تتكسر على صخور بحرية تحيط بالبحيرة، وتدخل من مدخل بحري صغير، يحولها إلى مياه هادئة، تمكن البحيرة من تجديد مياهها باستمرار.

## الجو ووصف عام للمكان
يتمتع الشاطئ بجو معتدل ومشمس. تقابله قصبة الأبراج التاريخية التي تتوسطها مدافع نحاسية عتيقة تزيد من جمالية الشاطئ، فضلًا عنّ قصر يقع في سفح الهضبة والذي تحيط به غابات الكافور على طول الواجهة البحرية.

## مشاكل
يعاني الشاطئ من بعض الاكتظاظ في الصيف والبهرجة وبعض مشاكل النظافة في أيام الذروة مع ملاحظة قدوم بعض البلطجية الذين يكسرون نسيم الهدوء والملامح العائلية في الشاطئ التي كانت تعتير نقطة جيدة للعب الأطفال والنساء بشكل آمن ومطمئن.